# ТЕЦ меткомбінату «Уральская сталь»
51°13′11″ пн. ш. 58°21′42″ сх. д. / 51.21972° пн. ш. 58.36167° сх. д.
ТЕЦ меткомбінату «Уральская сталь» — складова металургійного виробничого майданчика, який діє в Оренбурзькій області Росії.
Станція почала роботу в 1950 році у складі Орсько-Халіловського металургійного комбінату (в 1990-х перейменований на «Уральская сталь». Первісно її котельне господарство складалось із двох парових котлів британського виробництва продуктивністю по 160 тонн пари на годину (станційні номери 1 та 2), які стали до ладу в 1950 та 1951 роках. Від них живилась введена в дію у 1951-му парова турбіна типу АП-25-2 потужністю 25 МВт (станційний номер 2).
В наступні два десятиліття майданчик підсилили ще п'ятьма паровими котлами — одним типу ТП-230-2М продуктивністю 250 тонн пари на годину (став до ладу в 1958, номер 3), одним типу ТП-13 продуктивністю 220 тонн пари на годину (введений в дію у 1960, номер 4) та трьома типу ТП-13Б продуктивністю по 220 тонн пари на годину (стали до ладу в 1963, 1967 та 1970, номери 5 — 7). При цьому турбінне господарство отримало ще чотири турбіни, зокрема типу ВТ-25-4 потужністю 25 МВт (введена у 1958, номер 3), типу ВПТ-50-2 потужністю 50 МВт (1964, номер 4) та типу ПТ-60-90/13 потужністю 60 МВт (1969, номер 5).
В 1977-му теплову потужність станції підсилили за рахунок водогрійного котла типу ПТВМ-100 продуктивністю 100 Гкал/год.
В 1978 році турбіну № 2 замінили на виріб типу Р-12-90/31 потужністю 12 МВт.
В 2020-му замість двох перших котлів ввели в дію два котли виробництва білгородського заводу «Белэнергомаш-БЗЭМ» продуктивністю по 220 тонн пари на годину.
Первісно станція була розрахована на споживання вугілля, а в першій половині 1960-х виникла можливість використовувати природний газ, що надійшов по трубопроводу Домбаровка — Орськ (наразі частина системи Домбаровка – Оренбург). Також важливу роль відіграють вторинні горючі гази металургійного виробництва. В 2013-му частка природного газу в енергетичному балансі ТЕЦ склала 47 %, ще 44 % припало на доменний та коксовий гази, а 9 % забезпечили за рахунок вугілля.
Видалення продуктів згоряння відбувається через кілька димарів, зокрема, водогрійний котел підключений до димаря заввишки 55 метрів.